# Dale Mulholland
Dale Mulholland (* 16. srpna 1964, Tacoma, USA) je bývalý americký fotbalový záložník irsko–indiánského původu.

## Hráčská kariéra
V československé nejvyšší soutěži zasáhl na jaře 1992 do 7 utkání v dresu Dukly Praha, aniž by skóroval. Po Stephenu Trittschuhovi byl druhým Američanem v historii naší nejvyšší soutěže. Krátce hrál i českomoravskou ligu (2. nejvyšší soutěž) za Brandýské strojírny a slévárny Brandýs nad Labem.
Začínal v Tacoma Rovers (1980–1983), byl členem výběrů státu Washington.
V Evropě se objevil poprvé roku 1985 v západoněmeckém amatérském klubu TSV Reichenbach. Nejvyšší soutěž okusil poprvé v Hongkongu (1989/90). Byl jediným Američanem, který si zahrál sovětské soutěže.
Od roku 1989 nastupoval za americké kluby Orlando Lions, Miami Freedom a Seattle Sounders.

## Trenérská kariéra
Po skončení hráčské kariéry se stal trenérem, působil mj. v Indonésii, Thajsku a Singapuru.

## Ligová bilance
| Ročník                                   | Zápasy | Góly | Minuty | Klub        |
| ---------------------------------------- | ------ | ---- | ------ | ----------- |
| 1. československá fotbalová liga 1991/92 | 7      | 0    | –      | Dukla Praha |
| CELKEM 1. ČS. LIGA                       | 7      | 0    | –      |             |